# Aeroportul Internațional Olsztyn–Mazuria
Aeroportul Internațional Olsztyn–Mazuria, anterior Aeroportul Internațional Szczytno–Szymany, (IATA: SZY, ICAO: EPSY) este un aeroport din Szymany⁠(d), Gmina Szczytno⁠(d), Szczytno County⁠(d), Warmia și Mazuria, Polonia ce deservește zona Szczytno. Aeroportul a fost tranzitat în 2020 de 62.395 de pasageri. A fost deschis în 20 ianuarie 2016.
Situat la o altitudine de 141 m, aeroportul dispune de 2 piste.

## Infrastructură

### Piste
Aeroportul dispune de 2 piste. Pista 02/20 are suprafața de beton și dimensiunile 2.000 m × 60 m. Pista 01/19 are suprafața de beton și dimensiunile 2.500 m × 45 m. 